# Gunung Jati (Jabung)
Gunung Jati is een bestuurslaag in het regentschap Malang van de provincie Oost-Java, Indonesië. Gunung Jati telt 3471 inwoners (volkstelling 2010).